# Kartuixina Balka
Kartuixina Balka - Картушина Балка (rus) - és un khútor del krai de Krasnodar, a Rússia. És a 7 km al nord de Kusxóvskaia i a 183 km al nord de Krasnodar. Pertany a l'stanitsa de Kusxóvskaia.